# Stará Huť
Stará Huť (německy Althütten) je obec v okrese Příbram ve Středočeského kraje, asi 2 km východně od Dobříše, při říčce Kocábě. Žije zde přibližně 1 600 obyvatel.

## Historie
Nejpravděpodobnějším datem vzniku obce Stará Huť je rok 1674, kdy zde tehdejší majitel dobříšského panství, František Maxmilián Mansfeld, nechal postavit hutě a hamry zpracovávající železnou rudu. Osadě se říkalo Huť, Hutě Železné či Hutě Železné Dobříšské; teprve když byla v Obecnici postavena další huť, začalo se této obci říkat Stará huť. Hutě, slévárny a později strojírny zde fungovaly po dlouhá léta, byla zde zřízena první válcovna železa v Čechách i v celém Rakousku.
V období první světové války byla v železárnách zavedena válečná výroba pro rakouskou armádu, nad továrnou byl zaveden vojenský dohled. Úpadek zaznamenává hutnictví ve dvacátých letech 20. století, definitivně železárna zavírá roku 1926.
Druhá světová válka znamenala pro Starou Huť totéž, co pro ostatní místa v republice. Jen její konec byl oddálen až na 12. května 1945, kdy přijela do Staré Huti vojska maršála Malinovského.

## Obecní správa

### Části obce
- Stará Huť (k. ú. Stará Huť)

K obci patří také Josefovo Údolí, Malá Strana, Pod Plechhamerskou Cestou, Rybníky a U Pěti Lip.
Sousedními obcemi sídla jsou Rybníky, Mokrovraty, Svaté Pole, Nový Knín a Dobříš.

### Územněsprávní začlenění
Dějiny územněsprávního začleňování zahrnují období od roku 1850 do současnosti. V chronologickém přehledu je uvedena územně administrativní příslušnost obce v roce, kdy ke změně došlo:
- 1850 země česká, kraj Praha, politický okres Příbram, soudní okres Dobříš[4]
- 1855 země česká, kraj Praha, soudní okres Dobříš
- 1868 země česká, politický okres Příbram, soudní okres Dobříš
- 1939 země česká, Oberlandrat Tábor, politický okres Příbram, soudní okres Dobříš[5]
- 1942 země česká, Oberlandrat Praha, politický okres Příbram, soudní okres Dobříš[6]
- 1945 země česká, správní okres Příbram, soudní okres Dobříš[7]
- 1949 Pražský kraj, okres Dobříš[8]
- 1960 Středočeský kraj, okres Příbram
- 2003 Středočeský kraj, okres Příbram, obec s rozšířenou působností Dobříš

## Společnost

### Rok 1932
V obci Stará Huť u Dobříše (1323 obyvatel, poštovní úřad, sbor dobrovolných hasičů) byly v roce 1932 evidovány tyto živnosti a obchody: autodoprava, 2 cihelny, cukrář, elektrotechnický závod, 2 faktorství rukavic, 2 holiči, 4 hostince, 3 kapelníci, konsum, 4 krejčí, mlýn, 3 obuvníci, 3 pekaři, porodní asistentka, 2 řezníci, slévárna železa, 6 obchodů se smíšeným zbožím, vadlena, 2 trafiky, truhlář, velkostatek, 2 zámečníci, Dobříšské železárny.

### Současnost
V obci najdeme služby odpovídající její velikosti – základní školu, poštu, nákupní středisko a větší množství různých restaurací. Na úřady, do nemocnice, na větší nákupy nebo do zaměstnání dojíždí občané většinou do Dobříše (do Příbrami).

## Pamětihodnosti
- Na návsi se nachází kaple ze 17. století
- Nad rybníkem Strž stojí dům, v němž v letech 1933–1938 strávil poslední léta života spisovatel Karel Čapek (1890–1938) a napsal zde svá vrcholná díla. Od roku 1961 je tento dům spisovatelovým památníkem.

- Severně od obce je návrší Králova stolice (413 m n. m.) s dřevěným altánem na průsečíku šesti cest.Strž u Staré Huti – romantické letní sídlo Karla Čapka.

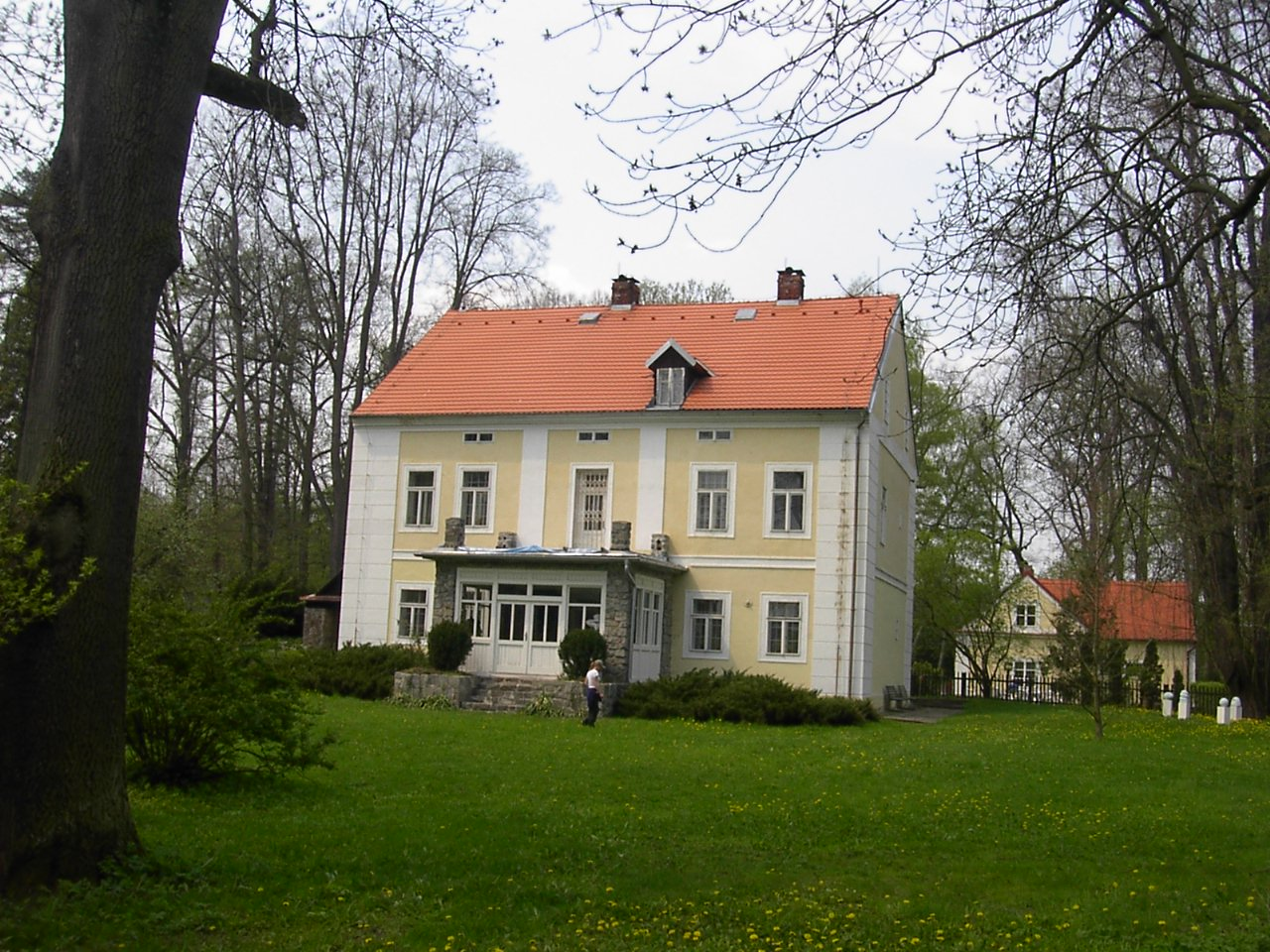
Strž u Staré Huti – romantické letní sídlo Karla Čapka.

## Doprava

### Dopravní síť
Obcí prochází silnice II/114 Cerhovice – Hořovice – Hostomice – Dobříš – Nový Knín – Neveklov – Jírovice. Územím obce vede dálnice D4. Do obce dále vedou silnice III. třídy.

### Autobusová doprava 2024
Autobusovou dopravu v obci Stará Huť zajišťují společnosti Arriva Střední Čechy a ČSAD AUTOBUSY České Budějovice. Obec je součástí Pražské integrované dopravy (PID). V obci se nacházejí zastávky Stará Huť,Knínská a Stará Huť,Žel.zast. Obcí procházejí dvě autobusové linky: 360 a 361. Linka 360 vede z Prahy ze Smíchovského nádraží a pokračuje ve směru Dobříš, Stará Huť, Mokrovraty, Nový Knín, Sudovice, Korkyně, Chotilsko, Čelina, Nalžovice, Kňovice, Kňovičky a končí v Sedlčanech. Autobusová linka 361 vede ze Smíchovského nádraží přes Měchenice, Davli, Štěchovice, Slapy, Buš, Čím, Korkyni, Nový Knín, Mokrovraty, Starou Huť a končí v Dobříši.

### Železniční doprava 2024
Obcí prochází jednokolejná regionální železniční trať 210 Praha–Vrané nad Vltavou–Dobříš, která byla uvedena do provozu v roce 1897. V obci se nachází železniční zastávka Stará Huť, kde zastavují osobní vlaky linky S88. Tyto vlaky, provozované společností České dráhy, jezdí z Prahy přes Vrané nad Vltavou, Měchenice, Čisovice a Mníšek pod Brdy a pokračují dále do Dobříše. O sobotách, od března do října, jezdí mezi Prahou hlavním nádražím a Dobříší vlak s názvem Brdský motoráček, a to na lince T8, provozovaný společností KŽC Doprava.

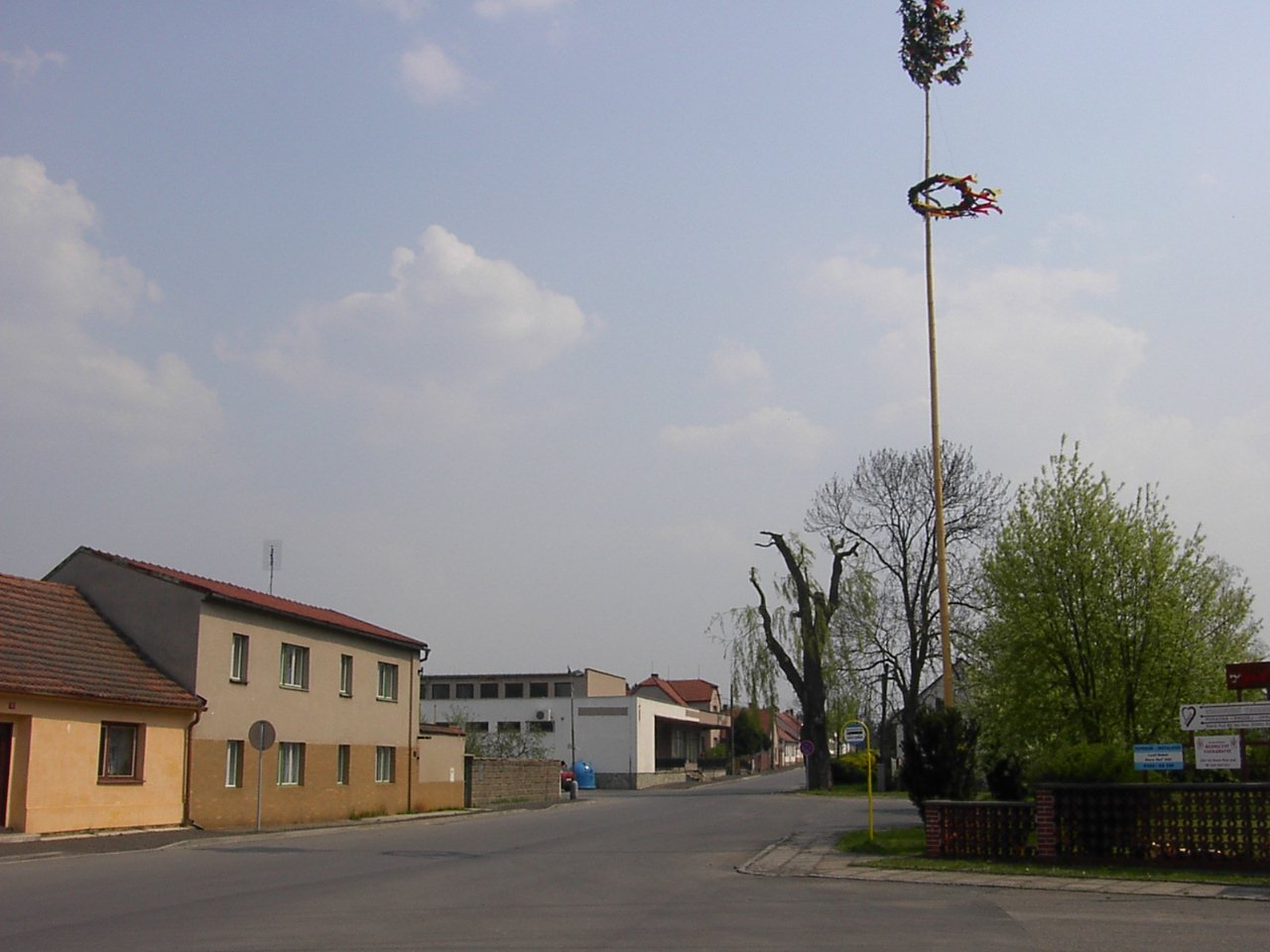
Nákupní středisko „Jednota“ v severní části obce

## Turistika
- Cyklistika – Obcí vede cyklotrasa č. 308 Dobříš - Stará Huť - Chramiště - Prostřední Lhota.
- Pěší turistika – Územím obce vedou turistické trasy  Stará Huť - Daleké Dušníky - Nečín,  Dobříš - Strž - Chramiště - Pod Veselým vrchem,  Obory - Hřiměždice - Strž a  Mníšek pod Brdy - Stará Huť - Nový Knín.
- Naučné stezky – Územím obce prochází naučná stezka  Karla Čapka. Jedná se o naučný okruh s informačními panely a odpočinkovým mobiliářem respektující původní trasu, po které rád chodíval spisovatel Karel Čapek.

## Sport
Nejvýznamnějším sportem v obci z hlediska úspěchů je oddíl národní házené. Dále zde můžeme naleznout fotbalový oddíl SK Stará Huť, který má v současnosti "A" tým a žákovská družstva.

## Osobnosti

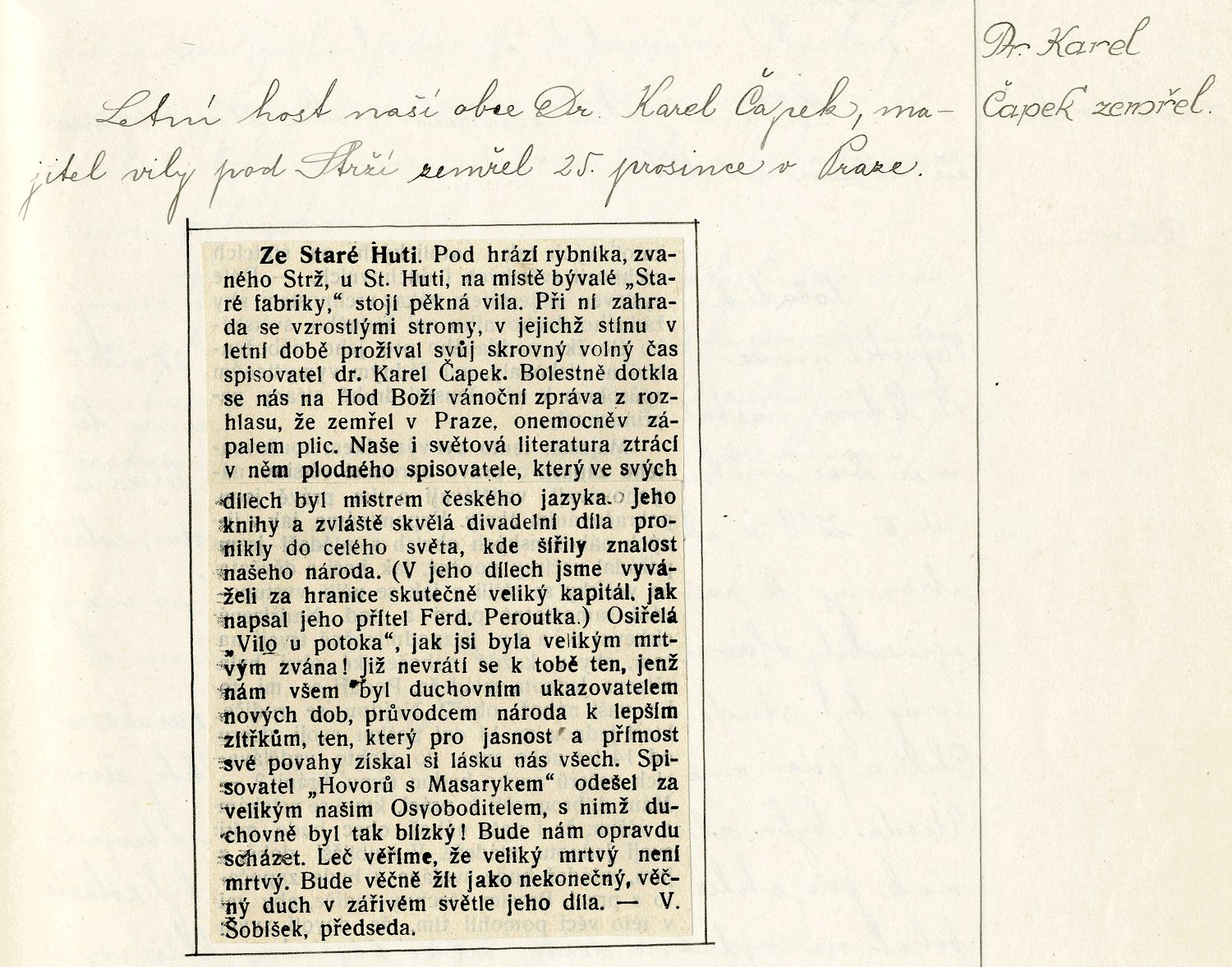
Záznam o úmrtí Karla Čapka v kronice obce Stará Huť. 1938 (SOkA Příbram)

- Karel Čapek (1890–1938), spisovatel, novinář, dramatik. Obýval vilu u rybníka Strž.
- Josef Loukota (1879–1967), malíř
- Martin Myšička (* 1970), herec
- Jana Pechanová (* 1981), dálková plavkyně

## Galerie

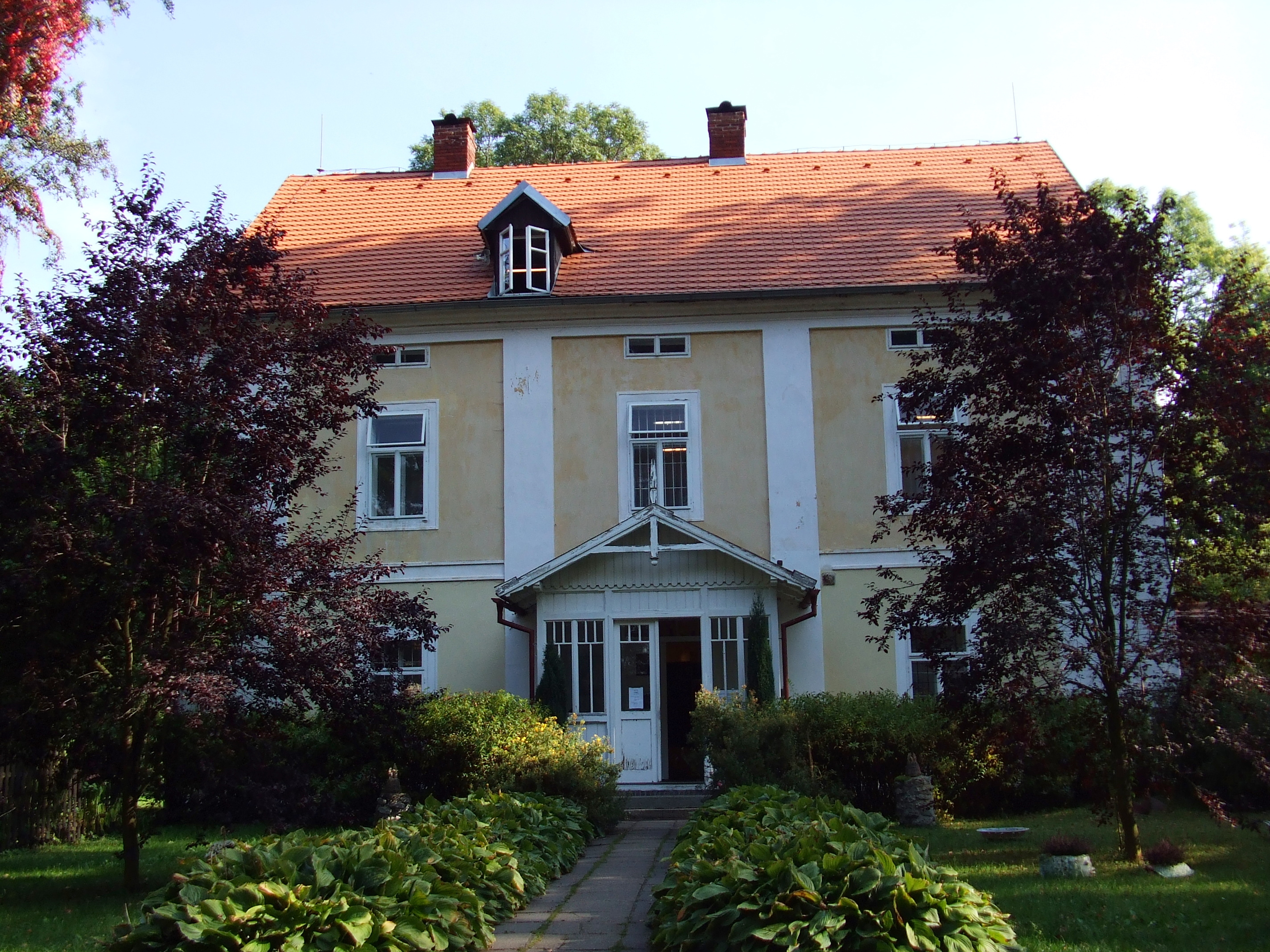
Čapkova vila
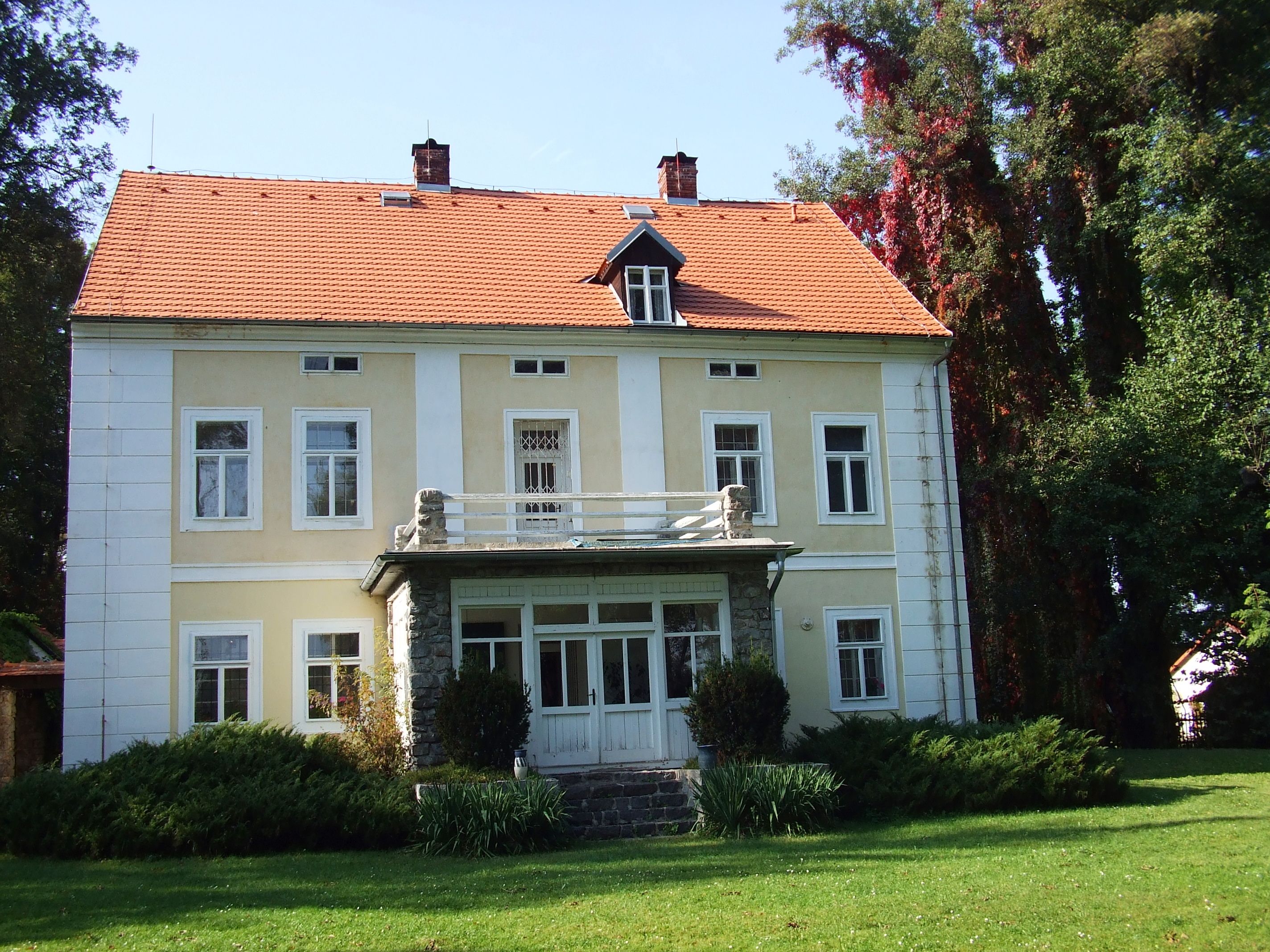
Čapkova vila zezadu
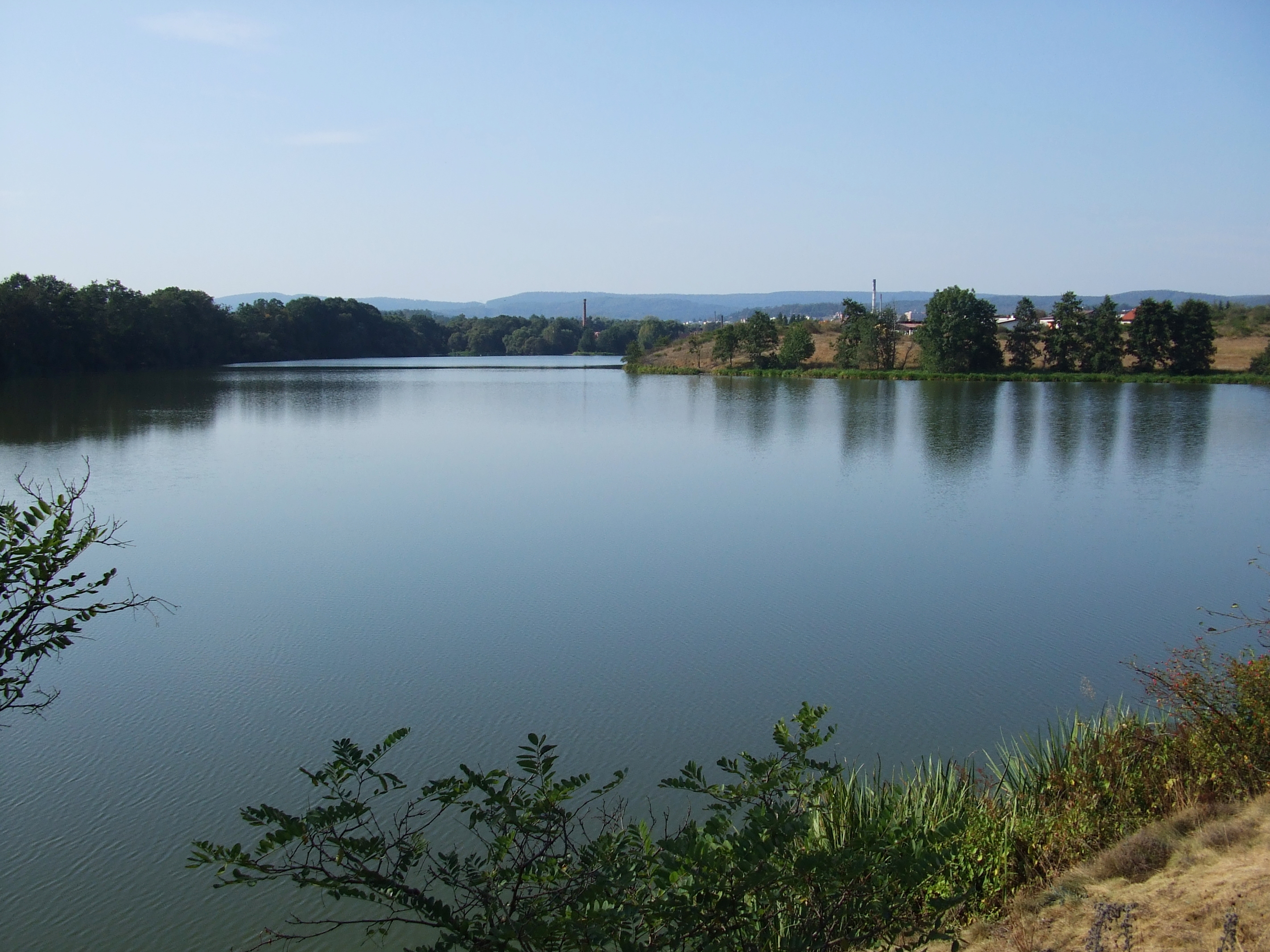
Rybník Strž
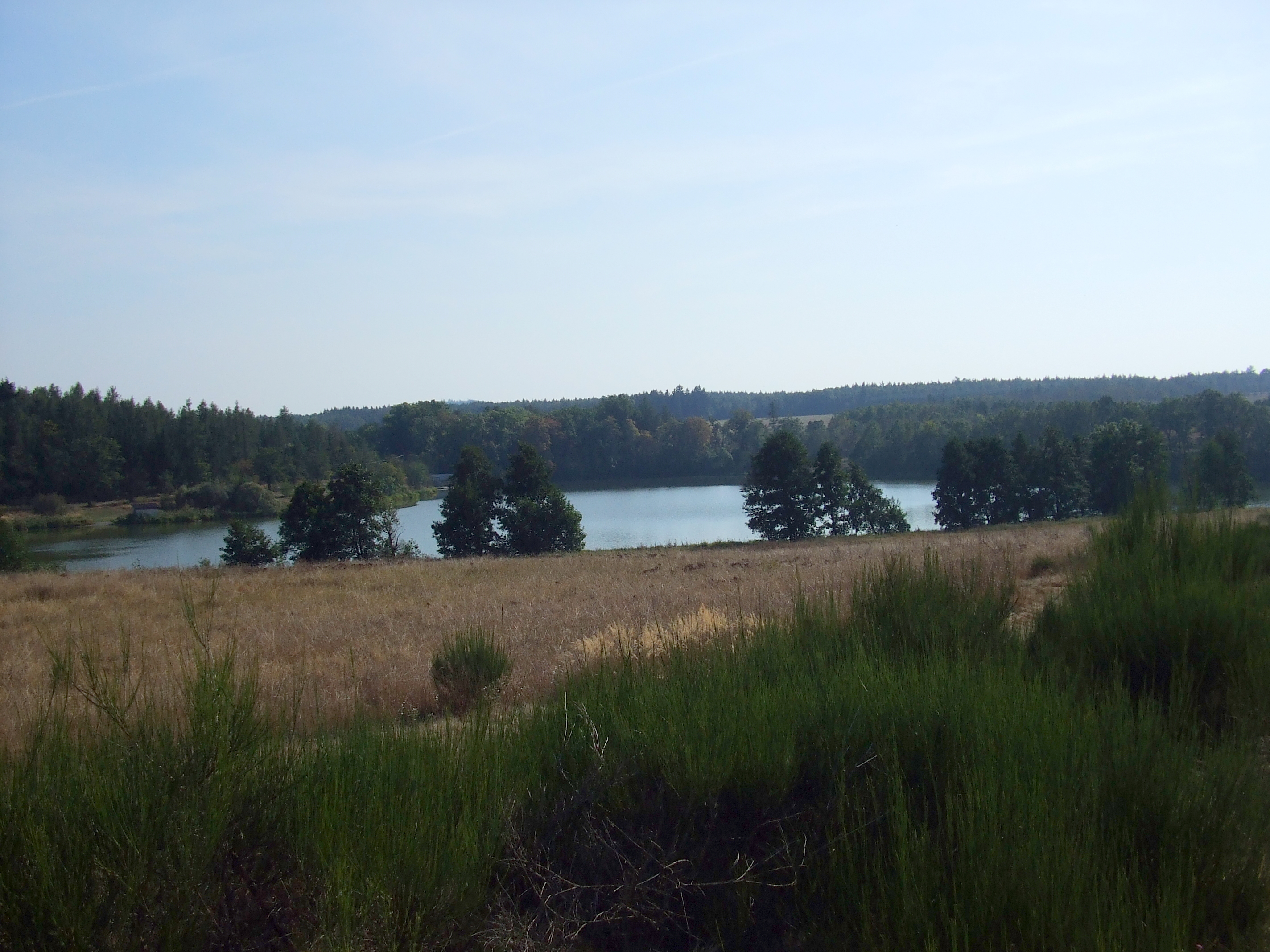
Pohled směrem k Čapkově vile